# Гюрджан, Артём Вадимович
Артём Вадимович Гюрджан (6 июля 2000 года, Ростов-на-Дону, Россия) — российский и армянский футболист, защитник «Пари НН», на правах аренды выступающий за «КАМАЗ».

## Биография

### Клубная карьера
Воспитанник московского «Локомотива», в который перешёл в 14 лет, до этого занимался футболом в академии имени Виктора Понедельника (с 6 до 13 лет) и спортивной школе «Ростова». Выступал в молодёжном первенстве и за фарм-команду «железнодорожников», «Казанку», во втором дивизионе. Участник Юношеской лиги УЕФА в сезоне 2018/2019.
В своем последнем сезоне в системе «Локомотива» не выступал из-за травмы, а осенью 2021 года Гюрджан перебрался в армянский «Алашкерт», приняв гражданство этой страны. За команду в местной Премьер-Лиге провел один матч: 12 декабря 2021 года он вышел на замену на 68-й минуте в победном поединке против ереванского ЦСКА (2:0). Именно в армейской команде защитник затем продолжал свою карьеру уже в Первой армянской лиге. По причине травмы после ЦСКА находился без команды.
22 февраля 2023 года в последний день зимнего трансферного окна подписал контракт с ивановским «Текстильщиком». Дебютировал за «красно-черных» 2 апреля матче против красногорского «Зоркого» (3:0). После окончания сезона покинул «Текстильщик» и, подписав контракт с клубом «Пари НН», на правах аренды перешёл в «КАМАЗ».

### В сборной
Артем Гюрджан вызывался в расположение юниорских сборных России. 26 марта 2019 года он провел одну встречу в элитном раунде отборочного турнира Чемпионата Европы (U19) против Ирландии (0:2). 11 ноября 2021 года сыграл за молодежную сборную Армении в поединке отборочного этапа Чемпионата Европы (U21) против Франции (0:7).